# Makwe (langue)
Pour les articles homonymes, voir Makwe.
Ne doit pas être confondu avec Makua (langue).
Le makwe (ou kimakwe, macue, palma) est une langue bantoue parlée au Mozambique et en Tanzanie.
Le nombre total de locuteurs a été estimé à 32 000. En 2003 on en dénombrait environ 22 000 au Mozambique et 10 000 en Tanzanie. 